# FC Hammonia 1896 Hamburg
Der FC Hammonia Hamburg war ein Sportverein aus Hamburg und einer der 86 Gründungsvereine des Deutschen Fußball-Bundes. Vertreten wurde er hier durch Walter Sommermeier.
Der Verein entstand rechts der Alster aus der Seminarvereinigung Frisch-Auf und spielte zwischen 1896 und 1902 in der höchsten Klasse des Hamburg-Altonaer Fußball-Bunds (HAFB). Bereits 1904 wurde er wieder aufgelöst.